# Tetri
Tetri je frakcionalna monetarna jedinica države Gruzije. Usvojena je i puštena u upotrebu 1995. godine.
Naziv tetri ("belo") je usvojen iz termina koji označava zlatne, srebrne ili bronzane kovane novčiće koji su bili poznati još u srednjovekovnoj Gruziji.
Sto tetri iznosi 1 lari. Postoje novčići od 1, 2, 5, 10, 20 i 50 tetri.